# Järfälla HC
Der Järfälla HC ist ein schwedischer Eishockeyklub aus Järfälla, der in der drittklassigen Hockeyettan spielt.

## Geschichte
Der Järfälla HC wurde 1976 gegründet. Die Mannschaft nahm seit der Saison 1999/2000 an der drittklassigen Division 1 teil. Nach einem zwischenzeitlichen Abstieg spielt das Team derzeit in der viertklassigen Division 2.

## Bekannte ehemalige Spieler
- Peter Lorentzen
- Tommy Mörth
- Daniel Rudslätt